# Mike Gartner
Michael Alfred Gartner (* 29. října 1959) je bývalý kanadský hokejista, který odehrál v National Hockey League 19 sezón a je členem Hokejové síně slávy. U příležitosti 100. výročí NHL byl v lednu 2017 vybrán jako jeden ze sta nejlepších hráčů historie ligy.

## Hráčská kariéra

### Klubová kariéra
Do NHL byl draftován v roce 1979 z celkově 4. místa. Již sezónu předtím hrával ve World Hockey Association v týmu Cincinnati Stingers, kde strávil úspěšný rok. Jeho spoluhráčem v útoku byl Mark Messier. V hodnocení nováčků roku skončil druhý za Waynem Gretzkym. V NHL nastupoval nejdříve za Washington Capitals. Již v první sezóně se výrazně prosadil a se 36 góly byl nejlepším střelcem týmu. Ve Washingtonu odehrál 10 sezón úspěšných z individuálního hlediska, ale s týmem se dostal nejdále do druhého kola play-off.
7. března 1989 byl vyměněn spolu s Larry Murphym za Dina Ciccarelliho a Boba Rouse do Minnesota North Stars. Z Washingtonu odcházel jako historický klubový lídr v počtu kanadských bodů, gólů i asistencí a dosud stojí na druhém místě. Již v průběhu následující sezóny byl vyměněn z Minnesoty do New York Rangers. V sezóně 1991/1992 překonal hranici 500 gólů, 500 asistencí i 1000 bodů v kariéře. U Rangers se také stal prvním hráčem klubu, který ve třech po sobě jdoucích sezónách vstřelil alespoň 40 branek. Krátce před uzávěrkou přestupů v ročníku 1993/1994 byl vyměněn do Toronto Maple Leafs za Glenna Andersona a výběr v draftu. Jeho již bývalý tým v rozehrané sezóně vybojoval Stanley Cup. Ten Mike Gartner ve své kariéře nikdy nezískal ani nehrál ve finále.
Po dvou ročnících v Torontu byl ještě vyměněn do Phoenix Coyotes, kde v roce 1998 zakončil aktivní kariéru. V letech 1993 až 1998 také působil jako prezident Hráčské asociace. Po ukončení kariéry je aktivní jako hokejový trenér.

### Reprezentační kariéra
Kanadu reprezentoval na Kanadském poháru v letech 1984 a 1987. Při obou účastech byl členem vítězného týmu. Hrál také na mistrovství světa juniorů v roce 1978 a čtyřikrát na mistrovství světa.

## Zajímavosti
- jeden z nejlepších hráčů a nejlepší střelec z těch hráčů, kteří nikdy nezískali Stanley Cup ani individuální trofej v NHL.
- v roce 1998 před ukončením kariéry byl jedním ze třech posledních aktivních hráčů, kteří v minulosti hrávali ve WHA (dalšími dvěma byli Mark Messier a Wayne Gretzky).

## Úspěchy a ocenění
Týmové
- vítěz Kanadského poháru 1984 a 1987 – s reprezentací Kanady
- bronzová medaile z mistrovství světa juniorů 1978
- bronzová medaile z mistrovství světa 1982 a 1983

Individuální
- účastník NHL All-Star Game v letech 1981, 1985, 1986, 1988, 1990, 1993, 1996
- nejrychlejší bruslař při dovednostních soutěžích NHL All-Star Game v letech 1991, 1993 a 1996
- nejužitečnější hráč NHL All-Star Game 1993
- jako pátý hráč historie překonal hranici 700 vstřelených branek v základní části
- člen Hokejové síně slávy od roku 2001
- v roce 1998 byl hokejovým týdeníkem The Hockey News vybrán do stovky nejlepších hráčů historie jako číslo 89
- jeho číslo 11 bylo ve Washington Capitals v roce 2008 vyřazeno

## Prvenství
- Debut v NHL – 11. října 1979 (Buffalo Sabres proti Washington Capitals)
- První asistence v NHL – 11. října 1979 (Buffalo Sabres proti Washington Capitals)
- První gól v NHL – 16. října 1979 (Washington Capitals proti Los Angeles Kings, kanadskému brankáři Mario Lessard)
- První hattrick v NHL – 1. prosince 1979 (Washington Capitals proti Quebec Nordiques)

## Rekordy
Rekordy NHL
- nejvíce po sobě jdoucích sezón, v nichž vstřelil 30 a více branek – 15 (rekord vyrovnal Jaromír Jágr)
- nejvíce sezón ve kterých hráč vstřelil 30 a více branek – 17
- nejrychlejší bruslař dovednostních soutěží All-Star Game – kolo za 13.386 sekund

Klubové rekordy Washingtonu Capitals
- nejdelší série utkání se vstřeleným gólem – 9 zápasů
- nejdelší série v utkání, v nichž zaznamenal alespoň bod – 17 zápasů (dvakrát)
- v počtu gólů, asistencí a bodů byly jeho klubové rekordy překonané a je na druhé místě.

## Klubové statistiky
| Sezóna     | Klub                       | Soutěž     |      | Základní část | Základní část | Základní část | Základní část | Základní část |    | Play off | Play off | Play off | Play off | Play off |
| Sezóna     | Klub                       | Soutěž     | Z    | G             | A             | B             | TM            | Z             | G  | A        | B        | TM       |          |          |
| 1975–76    | St. Catharines Black Hawks | OMJHL      | 3    | 1             | 3             | 4             | 0             | 4             | 1  | 0        | 1        | 2        |          |          |
| 1976–77    | Niagara Falls Flyers       | OMJHL      | 62   | 33            | 42            | 75            | 125           | —             | —  | —        | —        | —        |          |          |
| 1977–78    | Niagara Falls Flyers       | OHA        | 64   | 41            | 49            | 90            | 56            | —             | —  | —        | —        | —        |          |          |
| 1978–79    | Cincinnati Stingers        | WHA        | 78   | 27            | 25            | 52            | 123           | 3             | 0  | 2        | 2        | 2        |          |          |
| 1979–80    | Washington Capitals        | NHL        | 77   | 36            | 32            | 68            | 66            | —             | —  | —        | —        | —        |          |          |
| 1980–81    | Washington Capitals        | NHL        | 80   | 48            | 46            | 94            | 100           | —             | —  | —        | —        | —        |          |          |
| 1981–82    | Washington Capitals        | NHL        | 80   | 35            | 45            | 80            | 121           | —             | —  | —        | —        | —        |          |          |
| 1982–83    | Washington Capitals        | NHL        | 73   | 38            | 38            | 76            | 54            | 4             | 0  | 0        | 0        | 4        |          |          |
| 1983–84    | Washington Capitals        | NHL        | 80   | 40            | 45            | 85            | 90            | 8             | 3  | 7        | 10       | 16       |          |          |
| 1984–85    | Washington Capitals        | NHL        | 80   | 50            | 52            | 102           | 71            | 5             | 4  | 3        | 7        | 9        |          |          |
| 1985–86    | Washington Capitals        | NHL        | 74   | 35            | 40            | 75            | 63            | 9             | 2  | 10       | 12       | 4        |          |          |
| 1986–87    | Washington Capitals        | NHL        | 78   | 41            | 32            | 73            | 61            | 7             | 4  | 3        | 7        | 14       |          |          |
| 1987–88    | Washington Capitals        | NHL        | 80   | 48            | 33            | 81            | 73            | 14            | 3  | 4        | 7        | 14       |          |          |
| 1988–89    | Washington Capitals        | NHL        | 56   | 26            | 29            | 55            | 71            | —             | —  | —        | —        | —        |          |          |
| 1988–89    | Minnesota North Stars      | NHL        | 13   | 7             | 7             | 14            | 2             | 5             | 0  | 0        | 0        | 6        |          |          |
| 1989–90    | Minnesota North Stars      | NHL        | 67   | 34            | 36            | 70            | 32            | —             | —  | —        | —        | —        |          |          |
| 1989–90    | New York Rangers           | NHL        | 12   | 11            | 5             | 16            | 6             | 10            | 5  | 3        | 8        | 12       |          |          |
| 1990–91    | New York Rangers           | NHL        | 79   | 49            | 20            | 69            | 53            | 6             | 1  | 1        | 2        | 0        |          |          |
| 1991–92    | New York Rangers           | NHL        | 76   | 40            | 41            | 81            | 55            | 13            | 8  | 8        | 16       | 4        |          |          |
| 1992–93    | New York Rangers           | NHL        | 84   | 45            | 23            | 68            | 59            | —             | —  | —        | —        | —        |          |          |
| 1993–94    | New York Rangers           | NHL        | 71   | 28            | 24            | 52            | 58            | —             | —  | —        | —        | —        |          |          |
| 1993–94    | Toronto Maple Leafs        | NHL        | 10   | 6             | 6             | 12            | 4             | 18            | 5  | 6        | 11       | 14       |          |          |
| 1994–95    | Toronto Maple Leafs        | NHL        | 38   | 12            | 8             | 20            | 6             | 5             | 2  | 2        | 4        | 2        |          |          |
| 1995–96    | Toronto Maple Leafs        | NHL        | 82   | 35            | 19            | 54            | 52            | 6             | 4  | 1        | 5        | 4        |          |          |
| 1996–97    | Phoenix Coyotes            | NHL        | 82   | 32            | 31            | 63            | 38            | 7             | 1  | 2        | 3        | 4        |          |          |
| 1997–98    | Phoenix Coyotes            | NHL        | 60   | 12            | 15            | 27            | 24            | 5             | 1  | 0        | 1        | 18       |          |          |
| NHL celkem | NHL celkem                 | NHL celkem | 1432 | 708           | 627           | 1335          | 1159          | 122           | 43 | 50       | 93       | 125      |          |          |

## Reprezentace
| Rok                       | Tým                       | Soutěž                    | Z  | G  | A  | B  | TM |
| ------------------------- | ------------------------- | ------------------------- | -- | -- | -- | -- | -- |
| 1978                      | Kanada 20                 | MSJ                       | 6  | 3  | 3  | 6  | 4  |
| 1981                      | Kanada                    | MS                        | 8  | 4  | 0  | 4  | 8  |
| 1982                      | Kanada                    | MS                        | 10 | 3  | 2  | 5  | 6  |
| 1983                      | Kanada                    | MS                        | 10 | 4  | 1  | 5  | 12 |
| 1984                      | Kanada                    | KP                        | 8  | 3  | 2  | 5  | 10 |
| 1987                      | Kanada                    | KP                        | 9  | 2  | 2  | 4  | 6  |
| 1993                      | Kanada                    | MS                        | 7  | 3  | 4  | 7  | 12 |
| Juniorská kariéra celkově | Juniorská kariéra celkově | Juniorská kariéra celkově | 6  | 3  | 3  | 6  | 4  |
| Seniorská kariéra celkově | Seniorská kariéra celkově | Seniorská kariéra celkově | 52 | 19 | 11 | 30 | 54 |